# СПР-2
СПР-2 «Ртуть-Б» (Индекс ГРАУ — 1Л29) — советская станция помех радиовзрывателям боеприпасов. 
Первоначально разрабатывалась на базе бронетранспортёра БТР-70 во ВНИИ «Градиент», однако в ходе ОКР «Ртуть-Б» станция была переведена на бронетранспортер БТР-80. В такой комплектации станция была принята на вооружение в 1985 году с присвоением индекса СПР-2 «Ртуть-Б». Производилась на «Брянском электромеханическом заводе».

## Описание конструкции
Машина 1Л29 является средством радиоэлектронной борьбы и предназначена для снижения воздействия поражающих элементов артиллерийских снарядов на дружественные войска и бронетехнику путём влияния на режим работы радиовзрывателя. СПР-2 способна произвести подрыв снаряда на безопасной высоте или перевести режим работы радиовзрывателя в контактный. 
Основным местом использования являются войска первого эшелона, командные пункты, места скопления войск и пусковые установки. Также «Ртуть-Б» может применяться для прикрытия подвижных объектов в местах переправ.
Изменение работы радиовзрывателя снаряда достигается за счёт применения специального приёмника, который определяет несущую частоту взрывателя и воспроизводит необходимые для подрыва боеприпаса сигналы. Время определения частоты составляет несколько микросекунд, а формирование ответного сигнала — до нескольких миллисекунд, при этом формируется квази-непрерывная помеха, при этом воздействие осуществляется даже на взрыватели, имеющие специальные каналы защиты от радиопомех. Вероятность успешного воздействия составляет не менее 80 %. Защищённый участок 50 га.
Работа станции 1Л29 осуществляется в автоматическом режиме как в движении, так и с места. Всего предусмотрены три режима работы: автоматический, режим разведки (помехи в этом режиме не излучаются), информационный (в этом режиме машина собирает информацию о частотах, на которых производится приём сигналов).

## Модификации
- СПР-2М «Ртуть-БМ» — современная модернизация СПР-2 с применением нового оборудования (первая информация о комплексе появилась в ноябре 2013)[3] на шасси МТЛБ. Увеличена надёжность системы, а также расширены функциональные возможности. Добавлена функция подавления линий радиосвязи на УКВ частотах[1].

## Операторы
- СССР
- Россия — более 10 комплексов «Ртуть-БМ» поставлены в 2013 году, дополнительно запланированы поставки ещё более чем 20 комплексов[4]

## Оценка машины
В условиях практического применения 1Л29 «Ртуть-Б» может эффективно подавлять действие большинства имеющихся на вооружении боеприпасов как при залповой стрельбе, так и при беглом обстреле. Также станция обладает высокой живучестью, благодаря размещению на высокоманёвренном бронированном шасси, при этом машина способна сохранять свои боевые свойства даже в условиях радиоэлектронного противодействия вражеских подразделений.

## Боевое применение
В ходе войны в Донбассе отмечено присутствие СПР-2М на стороне сепаратистов в Донецке и Луганске в 2016 году.